# Team LCR
Il Team LCR è una squadra di motociclismo, con sede nel Principato di Monaco, che partecipa al motomondiale.
È stato creato dal pilota italiano Lucio Cecchinello nel 1996; la sigla LCR significa appunto "Lucio Cecchinello Racing".

## Storia

### Fine anni 90
Lucio Cecchinello ha creato il proprio team per gareggiare nella classe 125 con moto Honda ottenendo buoni risultati già nella stagione di esordio; gli stessi risultati si sono ripetuti anche nel motomondiale 1997 prima che, nel 1998 il team iniziasse a schierare anche altri piloti oltre al fondatore; in questo caso fu principalmente il giapponese Noboru Ueda che si impose in occasione del Gran Premio della Malesia prima che anche Cecchinello ottenesse la sua prima vittoria nel motomondiale al Gran Premio di Madrid a Jarama. Nel Motomondiale 1999 Cecchinello chiude nono con quattro piazzamenti a podio, l'unica vittoria stagionale la ottiene Ueda al Gran Premio del Brasile.

### Anni 2000
Nel 2000, ultimo anno di utilizzo delle Honda RS125R, Cecchinello è undicesimo in classifica. A partire dal 2001 il team è passato all'utilizzo di moto Aprilia, e Cecchinello ha ottenuto un'altra vittoria al Gran Premio di Catalogna. Nel 2002 LCR ha gareggiato in due classi differenti: Lucio Cecchinello (3 vittorie e 2 secondi posti) e Alex De Angelis (1 secondo posto) nella 125 e l'australiano Casey Stoner con lo spagnolo David Checa nella classe 250. Alla fine del Gran Premio d'Italia del 2003, Cecchinello ha deciso di terminare la sua carriera da pilota, dopo aver ottenuto anche in quest'ultima stagione 2 vittorie ed un secondo posto in classe 125; il suo compagno di team e classe Casey Stoner (tornato per quell'anno a gareggiare nelle ottavo di litro) ha ottenuto diversi successi stagionali con 4 podi. Nella classe 250, Randy de Puniet ha pilotato la Aprilia RSW 250 ottenendo la quarta posizione nella classifica finale ed il podio 9 volte con 3 vittorie nei singoli gran premi.
Nel 2004 il team ha gareggiato nella 250 con De Puniet (1 vittoria nell'anno) e nella 125 con Roberto Locatelli (2 vittorie stagionali) e Mattia Pasini. Per la stagione 2005 il team ha partecipato invece solo alla 250, sempre su moto Aprilia, con Roberto Locatelli e Casey Stoner; quest'ultimo ha ottenuto in totale 5 vittorie e il secondo posto nella classifica iridata piloti.

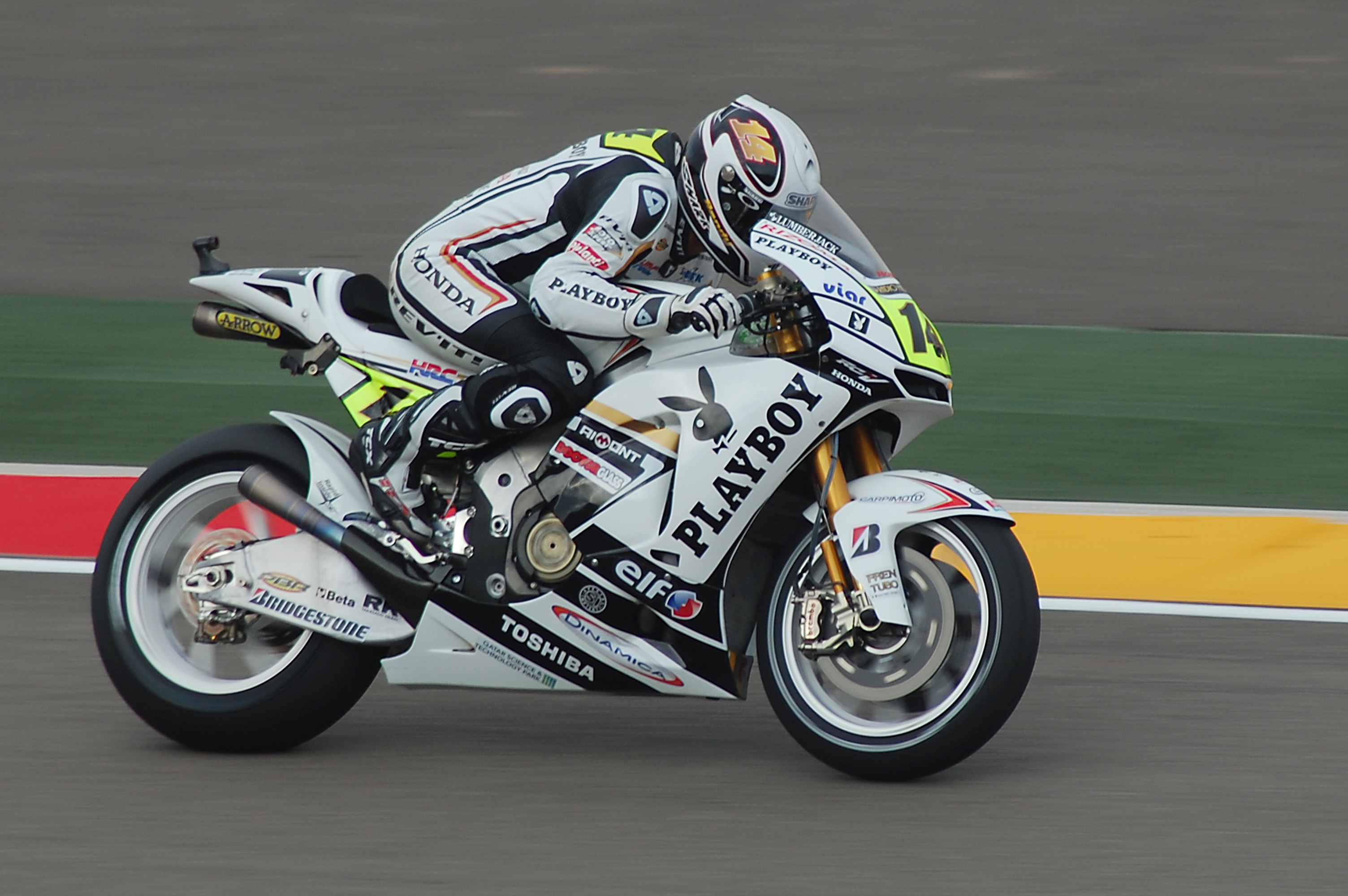
Randy de Puniet nel 2010.

 Nel 2006 è avvenuta una svolta con il team LCR, che è stato inserito tra quelli partecipanti alla MotoGP ottenendo l'appoggio della Honda che gli ha affidato una Honda RC211V condotta da Casey Stoner. La stagione si è conclusa con il pilota australiano che ha ottenuto 2 secondi posti e una pole position. Nella specifica classifica riservata ai team, LCR si è così piazzata con 119 punti all'ottavo posto in questa sua prima partecipazione.
Carlos Checa si è aggregato al team nel motomondiale 2007 utilizzando la nuova Honda RC212V ma senza ottenere i risultati della stagione precedente, limitandosi a lottare per entrare nelle prime 15 posizioni; il team ha così ottenuto in totale 65 punti e si è piazzato al nono posto. Nelle stagioni 2008 e  2009 il pilota titolare è stato Randy de Puniet portando il team al decimo e nono posto in classifica a squadre.

### Anni 2010
Nel 2010 inizia il terzo anno con De Puniet, sostituito per infortunio e solo in occasione del GP degli USA 2010 da Roger Lee Hayden. In questa annata il team si piazza al settimo posto. Nel motomondiale 2011 il pilota è lo spagnolo Toni Elías. In occasione del GP degli USA ha ottenuto una wild card per schierare al via un secondo pilota, lo statunitense Ben Bostrom. Nella classifica dei team il risultato finale è il decimo posto con 61 punti. Nel 2012 l'unica Honda RC213V portata in gara viene affidata al tedesco Stefan Bradl, vincitore l'anno prima del mondiale Moto2, il quale si piazza ottavo nel mondiale con 135 punti.

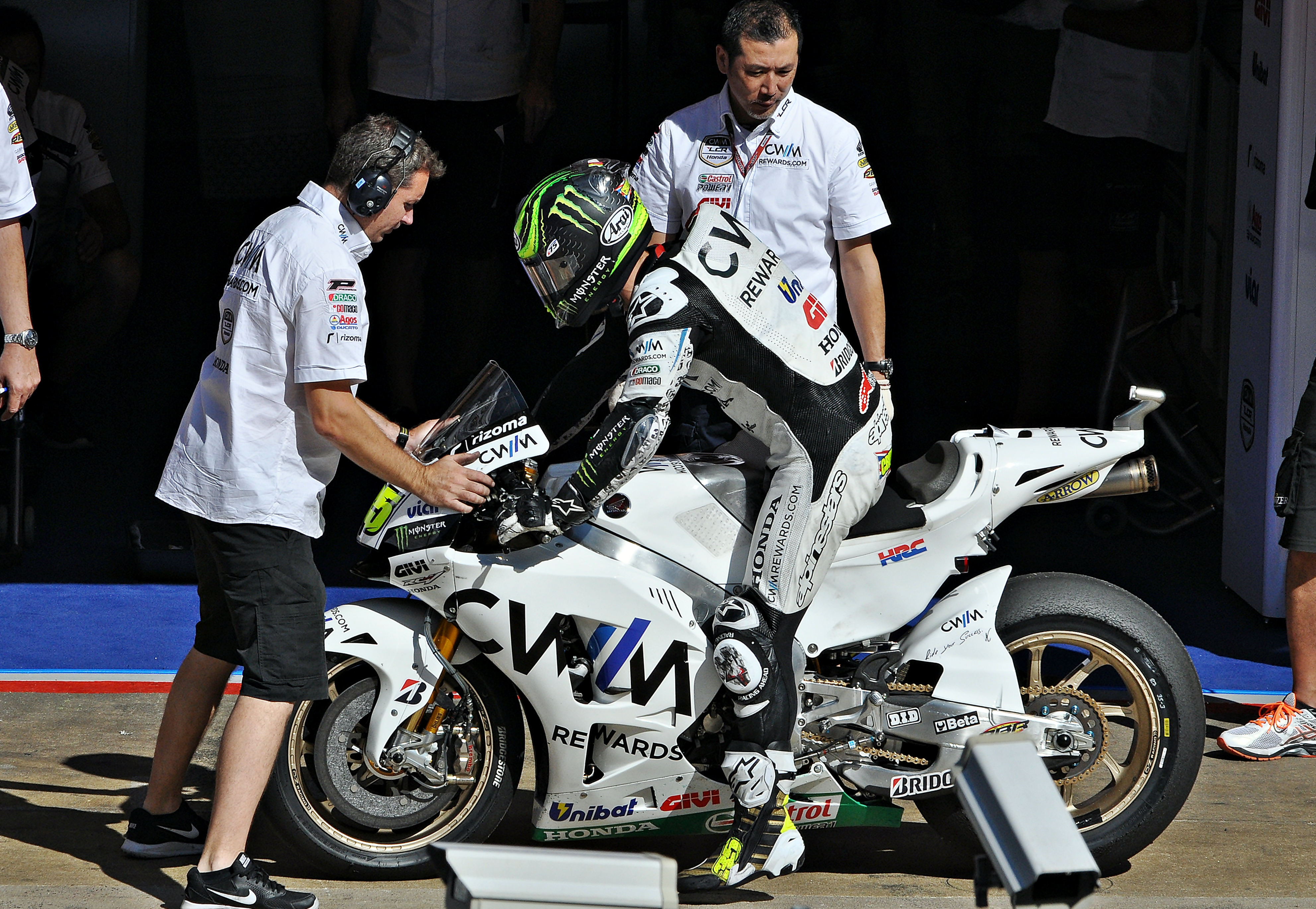
Cal Crutchlow nel 2015.

 Nel 2013 viene riconfermato come unico pilota il tedesco Bradl, con la stessa moto del 2012. L'ex iridato Moto2 migliora il piazzamento dell'anno precedente chiudendo settimo con 156 punti all'attivo, che al team valgono il sesto posto in classifica squadre. Il 22 luglio 2013, in occasione del Gran Premio degli Stati Uniti Bradl ottiene la sua prima pole position in MotoGP, la seconda per il team, andando poi a chiudere la gara al secondo posto.
Nel 2014, riconfermato Bradl, sempre su Honda RC213V, il team si piazza all'ottavo posto in classifica squadre con 117 punti totali. Nella stagione 2015 avvengono dei cambiamenti nel team LCR: Il tedesco Bradl viene sostituito dal britannico Cal Crutchlow (proveniente dal team Ducati), viene inoltre schierata una seconda moto, una Honda RC213V-RS in configurazione Open, affidata al pilota australiano Jack Miller. Il miglior risultato stagionale è il terzo posto ottenuto da Crutchlow nel Gran Premio d'Argentina.
Nel 2016 il team torna a schierare una sola motocicletta, affidata al confermato Crutchlow. Il 21 agosto ottiene nel GP della Repubblica Ceca la prima vittoria in MotoGP, grazie alla scelta delle gomme che consente a Crutchlow di vincere precedendo Valentino Rossi e Marc Marquez, rispettivamente 2º e 3º. Il 23 Ottobre ottiene nel GP dell'Australia la seconda vittoria in MotoGP questa volta, a differenza della prima vittoria in Repubblica Ceca, in condizioni di pista asciutta.
Nel 2017 il team si schiera nuovamente in MotoGP con una sola moto, affidata al confermato Crutchlow, che conclude la stagione in 9ª posizione con 112 punti iridati. Nel 2018 vengono schierate due moto in MotoGP, una sponsorizzata Castrol affidata al confermato Crutchlow, la seconda sponsorizzata Idemitsu affidata al debuttante giapponese Takaaki Nakagami proveniente dalla Moto2. In occasione del Gran Premio d'Argentina Crutchlow ottiene la terza vittoria personale e del team in MotoGP. A partire dal Gran Premio della Malesia, al posto di Crutchlow, infortunatosi nel precedente evento in Australia, scende in pista il tedesco Stefan Bradl. La stagione si chiude con il settimo posto in classifica squadre e con Nakagami che, in occasione della gara finale a Valencia, ottiene un sesto posto, miglior piazzamento in gara tra gli esordienti dell'anno. Nel 2019 la squadra si affida agli stessi piloti della stagione precedente in MotoGP ed esordisce in MotoE con due Energica Ego Corsa affidate all'italiano Niccolò Canepa e al francese Randy de Puniet. Crutchlow ottiene tre piazzamenti a podio mentre Nakagami, causa infortunio, viene sostituito da Johann Zarco, in uscita da KTM. I punti ottenuti in MotoGP consentono a LCR di confermare il settimo posto in classifica team del 2018. In MotoE Canepa chiude la stagione 2019 al 9º posto mentre De Puniet si classifica 17º; il miglior risultato è il 4º posto del pilota italiano al GP di San Marino.

### Anni 2020
Nel 2020 il team si posiziona all'ottavo posto in classifica squadre della MotoGP conquistando una pole position al Gran Premio di Teruel con Nakagami. In MotoE Canepa e Siméon si piazzano rispettivamente al nono e decimo posto in classifica. Nel 2021 il team si piazza al settimo posto in classifica squadre in MotoGP con il confermato Nakagami e Álex Márquez che ottengono un quarto posto in gara come miglior risultato. In MotoE la coppia di piloti è formata da Miquel Pons e Kevin Zannoni. Pons vince la prima gara in carriera in Catalogna e chiude settimo. Zannoni prende punti in tutte le gare in calendario segna il giro più veloce in gara1 a Misano e chiude dodicesimo. Nel 2022 il team si schiera con la stessa coppia di piloti della stagione precedente in MotoGP mentre in MotoE, al confermato Pons, viene affiancato il brasiliano Eric Granado. Proprio Granado, autore di cinque vittorie in stagione, rimane in corsa per il titolo fino all'ultima doppia gara a Misano salvo poi chiudere al secondo posto mentre Pons, autore di diversi piazzamenti a podio in stagione, chiude al quarto posto. In MotoGP il team prosegue con gli stessi piloti dell'anno precedente, Nakagami è costretto a saltare tre Gran Premi per infortunio, dove viene sostituito dal connazionale Tetsuta Nagashima, e chiude classificandosi diciottesimo in campionato. Márquez ottiene 50 punti classificandosi diciassettesimo, mentre il Team chiude al decimo posto in classifica a squadre.
Nel 2023, per quanto concerne la MotoE, il team si schiera con gli stessi piloti dell'anno precedente. Granado chiude settimo (con una gara vinta) mentre Pons è dodicesimo. Per il team è quinto posto nella classifica a squadre. Mentre in MotoGP, a fianco di Nakagami, gareggia Álex Rins che riesce ad andare a podio nella Sprint del GP delle Americhe al sabato, per poi vincere la gara della domenica, riportando il team alla vittoria per la prima volta dal 2018 e collezionando l'unica vittoria Honda dell'anno. Il pilota spagnolo, però, si rompe tibia e perone nella sprint del Mugello, durante la sua assenza si alternano Bradl e Lecuona in sella alla Honda (oltre a Takahashi, a Misano, dove non riesce a qualificarsi). La stagione si conclude al decimo posto nella classifica a squadre con 116 punti.
Nel 2024, viene ufficializzato il passaggio di Johann Zarco alla scuderia monegasca; il francese va ad affiancare il confermato Nakagami. Tuttavia, complici le difficoltà di Honda durante la stagione, la scuderia coglie punti solo sporadicamente classificandosi al decimo e penultimo posto nella classifica a squadre. In MotoE Mattia Casadei è uno dei principali contendenti al titolo, mentre Eric Granado è decimo in classifica; la competizione delle motociclette elettriche vede LCR chiudere al secondo posto in classifica a squadre.

## Risultati del team in MotoGP
Il punteggio finale è dato dalla somma dei punti ottenuti da piloti titolari e sostitutivi e il risultato finale si riferisce al team e non al costruttore.
| Anno | Moto         | Gomme | Piloti       |   |   |   |   |   |     |     |   |   |    |     |   |   |   |     |     |     |  |  |  |  |  | Punti | Pos. |
| ---- | ------------ | ----- | ------------ | - | - | - | - | - | --- | --- | - | - | -- | --- | - | - | - | --- | --- | --- |  |  |  |  |  | ----- | ---- |
| 2006 | Honda RC211V | M     | Casey Stoner | 6 | 5 | 2 | 5 | 4 | Rit | Rit | 4 | 4 | NP | Rit | 6 | 8 | 6 | Rit | Rit | Rit |  |  |  |  |  | 119   | 8º   |

| Anno | Moto         | Gomme | Piloti       |     |   |    |    |     |     |    |     |    |    |    |    |   |   |    |    |    |    |  |  |  |  | Punti | Pos. |
| ---- | ------------ | ----- | ------------ | --- | - | -- | -- | --- | --- | -- | --- | -- | -- | -- | -- | - | - | -- | -- | -- | -- |  |  |  |  | ----- | ---- |
| 2007 | Honda RC212V | M     | Carlos Checa | Rit | 6 | 12 | 10 | Rit | Rit | 17 | Rit | 11 | 14 | 14 | 10 | 6 | 7 | 18 | 11 | 14 | 12 |  |  |  |  | 65    | 9º   |

| Anno | Moto         | Gomme | Piloti          |   |     |    |    |   |     |     |    |     |   |   |    |     |    |    |   |    |    |  |  |  |  | Punti | Pos. |
| ---- | ------------ | ----- | --------------- | - | --- | -- | -- | - | --- | --- | -- | --- | - | - | -- | --- | -- | -- | - | -- | -- |  |  |  |  | ----- | ---- |
| 2008 | Honda RC212V | M     | Randy de Puniet | 9 | Rit | 15 | 13 | 9 | Rit | Rit | 12 | Rit | 8 | 6 | 16 | Rit | 13 | 12 | 9 | 10 | 15 |  |  |  |  | 61    | 10º  |

| Anno | Moto         | Gomme | Piloti          |    |    |   |    |   |   |   |   |     |   |    |    |    |    |   |     |    |  |  |  |  |  | Punti | Pos. |
| ---- | ------------ | ----- | --------------- | -- | -- | - | -- | - | - | - | - | --- | - | -- | -- | -- | -- | - | --- | -- |  |  |  |  |  | ----- | ---- |
| 2009 | Honda RC212V | B     | Randy de Puniet | 10 | 11 | 4 | 14 | 8 | 8 | 7 | 9 | Rit | 3 | 10 | 12 | 12 | 11 | 8 | Rit | 11 |  |  |  |  |  | 106   | 9º   |

| Anno | Moto         | Gomme | Piloti           |   |   |   |   |   |   |   |     |     |    |    |    |     |   |    |    |   |    |  |  |  |  | Punti | Pos. |
| ---- | ------------ | ----- | ---------------- | - | - | - | - | - | - | - | --- | --- | -- | -- | -- | --- | - | -- | -- | - | -- |  |  |  |  | ----- | ---- |
| 2010 | Honda RC212V | B     | Randy de Puniet  | 6 | 9 | 7 | 6 | 6 | 6 | 4 | Rit | Inf | 10 | 13 | 13 | Rit | 9 | 10 | 10 | 6 | 10 |  |  |  |  | 121   | 7º   |
| 2010 | Honda RC212V | B     | Roger Lee Hayden |   |   |   |   |   |   |   |     | 11  |    |    |    |     |   |    |    |   |    |  |  |  |  | 121   | 7º   |

| Anno | Moto         | Gomme | Piloti      |     |   |    |    |    |   |    |    |    |     |    |    |    |     |     |   |    |    |  |  |  |  | Punti | Pos. |
| ---- | ------------ | ----- | ----------- | --- | - | -- | -- | -- | - | -- | -- | -- | --- | -- | -- | -- | --- | --- | - | -- | -- |  |  |  |  | ----- | ---- |
| 2011 | Honda RC212V | B     | Toni Elías  | Rit | 9 | 11 | 11 | 13 | 8 | 10 | 15 | 16 | 13  | 11 | 13 | 15 | Rit | Rit | 8 | AN | 10 |  |  |  |  | 61    | 10º  |
| 2011 | Honda RC212V | B     | Ben Bostrom |     |   |    |    |    |   |    |    |    | Rit |    |    |    |     |     |   |    |    |  |  |  |  | 61    | 10º  |

| Anno | Moto         | Gomme | Piloti       |   |   |   |   |   |   |     |   |   |   |   |   |   |     |   |     |   |     |  |  |  |  | Punti | Pos. |
| ---- | ------------ | ----- | ------------ | - | - | - | - | - | - | --- | - | - | - | - | - | - | --- | - | --- | - | --- |  |  |  |  | ----- | ---- |
| 2012 | Honda RC213V | B     | Stefan Bradl | 8 | 7 | 9 | 5 | 8 | 8 | Rit | 5 | 4 | 7 | 6 | 5 | 6 | Rit | 6 | Rit | 6 | Rit |  |  |  |  | 135   | 7º   |

| Anno | Moto         | Gomme | Piloti       |     |   |     |    |   |   |   |   |   |   |   |   |   |   |    |    |   |   |  |  |  |  | Punti | Pos. |
| ---- | ------------ | ----- | ------------ | --- | - | --- | -- | - | - | - | - | - | - | - | - | - | - | -- | -- | - | - |  |  |  |  | ----- | ---- |
| 2013 | Honda RC213V | B     | Stefan Bradl | Rit | 5 | Rit | 10 | 4 | 5 | 6 | 4 | 2 | 7 | 6 | 6 | 5 | 5 | NP | NP | 5 | 6 |  |  |  |  | 156   | 6º   |

| Anno | Moto         | Gomme | Piloti       |     |   |   |    |   |     |   |    |    |     |   |   |     |   |   |     |   |   |  |  |  |  | Punti | Pos. |
| ---- | ------------ | ----- | ------------ | --- | - | - | -- | - | --- | - | -- | -- | --- | - | - | --- | - | - | --- | - | - |  |  |  |  | ----- | ---- |
| 2014 | Honda RC213V | B     | Stefan Bradl | Rit | 4 | 5 | 10 | 7 | Rit | 5 | 10 | 16 | Rit | 7 | 7 | Rit | 4 | 7 | Rit | 4 | 8 |  |  |  |  | 117   | 8º   |

| Anno | Moto         | Gomme | Piloti        |     |    |    |    |     |     |     |     |    |     |     |     |    |    |     |    |    |    |  |  |  |  | Punti | Pos. |
| ---- | ------------ | ----- | ------------- | --- | -- | -- | -- | --- | --- | --- | --- | -- | --- | --- | --- | -- | -- | --- | -- | -- | -- |  |  |  |  | ----- | ---- |
| 2015 | Honda RC213V | B     | Cal Crutchlow | 7   | 7  | 3  | 4  | Rit | Rit | Rit | 6   | 7  | 8   | Rit | Rit | 11 | 7  | 6   | 7  | 5  | 9  |  |  |  |  | 142   | 7º   |
| 2015 | Honda RC213V | B     | Jack Miller   | Rit | 14 | 12 | 20 | Rit | Rit | 11  | Rit | 15 | Rit | 19  | Rit | 12 | 19 | Rit | 15 | 17 | 21 |  |  |  |  | 142   | 7º   |

| Anno | Moto         | Gomme | Piloti        |     |     |    |    |     |    |   |     |   |    |   |   |   |   |   |   |     |     |  |  |  |  | Punti | Pos. |
| ---- | ------------ | ----- | ------------- | --- | --- | -- | -- | --- | -- | - | --- | - | -- | - | - | - | - | - | - | --- | --- |  |  |  |  | ----- | ---- |
| 2016 | Honda RC213V | M     | Cal Crutchlow | Rit | Rit | 16 | 11 | Rit | 11 | 6 | Rit | 2 | 15 | 1 | 2 | 8 | 5 | 5 | 1 | Rit | Rit |  |  |  |  | 141   | 8º   |

| Anno | Moto         | Gomme | Piloti        |     |   |   |     |   |     |    |   |    |   |    |   |    |     |     |   |    |   |  |  |  |  | Punti | Pos. |
| ---- | ------------ | ----- | ------------- | --- | - | - | --- | - | --- | -- | - | -- | - | -- | - | -- | --- | --- | - | -- | - |  |  |  |  | ----- | ---- |
| 2017 | Honda RC213V | M     | Cal Crutchlow | Rit | 3 | 4 | Rit | 5 | Rit | 11 | 4 | 10 | 5 | 15 | 4 | 13 | Rit | Rit | 5 | 15 | 8 |  |  |  |  | 112   | 8º   |

| Anno | Moto         | Gomme | Piloti           |    |    |    |     |    |    |     |    |     |    |    |    |    |     |    |    |    |     |     |  |  |  | Punti | Pos. |
| ---- | ------------ | ----- | ---------------- | -- | -- | -- | --- | -- | -- | --- | -- | --- | -- | -- | -- | -- | --- | -- | -- | -- | --- | --- |  |  |  | ----- | ---- |
| 2018 | Honda RC213V | M     | Cal Crutchlow    | 4  | 1  | 19 | Rit | 8  | 6  | 4   | 6  | Rit | 5  | 4  | AN | 3  | Rit | 7  | 2  | NP | Inf | Inf |  |  |  | 191   | 7º   |
| 2018 | Honda RC213V | M     | Stefan Bradl     |    |    |    |     |    |    |     |    |     |    |    |    |    |     |    |    |    | 13  | 9   |  |  |  | 191   | 7º   |
| 2018 | Honda RC213V | M     | Takaaki Nakagami | 17 | 13 | 14 | 12  | 15 | 18 | Rit | 19 | Rit | 17 | 15 | AN | 13 | 12  | 22 | 15 | 14 | 14  | 6   |  |  |  | 191   | 7º   |

| Anno | Moto         | Gomme | Piloti           |   |    |     |   |     |   |     |     |    |   |     |    |     |    |    |    |    |     |     |  |  |  | Punti | Pos. |
| ---- | ------------ | ----- | ---------------- | - | -- | --- | - | --- | - | --- | --- | -- | - | --- | -- | --- | -- | -- | -- | -- | --- | --- |  |  |  | ----- | ---- |
| 2019 | Honda RC213V | M     | Cal Crutchlow    | 3 | 13 | Rit | 8 | 9   | 8 | Rit | 7   | 3  | 5 | Rit | 6  | Rit | 6  | 12 | 5  | 2  | Rit | Rit |  |  |  | 210   | 7º   |
| 2019 | Honda RC213V | M     | Takaaki Nakagami | 9 | 7  | 10  | 9 | Rit | 5 | 8   | Rit | 14 | 9 | 11  | 17 | 18  | 10 | 10 | 16 |    |     |     |  |  |  | 210   | 7º   |
| 2019 | Honda RC213V | M     | Johann Zarco     |   |    |     |   |     |   |     |     |    |   |     |    |     |    |    |    | 13 | Rit | Rit |  |  |  | 210   | 7º   |

| Anno | Moto         | Gomme | Piloti           |    |    |    |    |    |    |    |     |    |     |   |     |     |     |    |  |  |  |  |  |  |  | Punti | Pos. |
| ---- | ------------ | ----- | ---------------- | -- | -- | -- | -- | -- | -- | -- | --- | -- | --- | - | --- | --- | --- | -- |  |  |  |  |  |  |  | ----- | ---- |
| 2020 | Honda RC213V | M     | Cal Crutchlow    | NE | NP | 13 | 13 | 15 | 17 | NP | Inf | 10 | Rit | 8 | 11  | Rit | 13  | 13 |  |  |  |  |  |  |  | 148   | 8º   |
| 2020 | Honda RC213V | M     | Takaaki Nakagami | NE | 10 | 4  | 8  | 6  | 7  | 9  | 6   | 7  | 7   | 5 | Rit | 4   | Rit | 5  |  |  |  |  |  |  |  | 148   | 8º   |

| Anno | Moto         | Gomme | Piloti           |     |     |    |     |   |     |    |     |    |   |    |    |     |    |    |     |    |     |  |  |  |  | Punti | Pos. |
| ---- | ------------ | ----- | ---------------- | --- | --- | -- | --- | - | --- | -- | --- | -- | - | -- | -- | --- | -- | -- | --- | -- | --- |  |  |  |  | ----- | ---- |
| 2021 | Honda RC213V | M     | Takaaki Nakagami | Rit | 17  | 10 | 4   | 7 | Rit | 13 | 13  | 9  | 5 | 13 | 13 | 10  | 10 | 17 | 15  | 11 | Rit |  |  |  |  | 146   | 7º   |
| 2021 | Honda RC213V | M     | Álex Márquez     | Rit | Rit | 8  | Rit | 6 | 14  | 11 | Rit | 14 | 9 | 9  | 8  | Rit | 15 | 12 | Rit | 4  | 13  |  |  |  |  | 146   | 7º   |

| Anno | Moto         | Gomme | Piloti            |     |    |    |     |    |    |    |    |     |     |    |    |     |    |     |    |    |     |     |    |  |  | Punti | Pos. |
| ---- | ------------ | ----- | ----------------- | --- | -- | -- | --- | -- | -- | -- | -- | --- | --- | -- | -- | --- | -- | --- | -- | -- | --- | --- | -- |  |  | ----- | ---- |
| 2022 | Honda RC213V | M     | Takaaki Nakagami  | 10  | 19 | 12 | 14  | 16 | 7  | 7  | 8  | Rit | Rit | 12 | 13 | Rit | 15 | Rit | 20 |    |     |     | 14 |  |  | 98    | 10º  |
| 2022 | Honda RC213V | M     | Álex Márquez      | Rit | 13 | 15 | Rit | 7  | 13 | 14 | 14 | 10  | Rit | 15 | 17 | 14  | 10 | 12  | 13 | 8  | Rit | 17  | 17 |  |  | 98    | 10º  |
| 2022 | Honda RC213V | M     | Tetsuta Nagashima |     |    |    |     |    |    |    |    |     |     |    |    |     |    |     |    | 22 | 19  | Rit |    |  |  | 98    | 10º  |

| Anno | Moto         | Gomme | Piloti           |    |    |     |     |     |     |     |     |     |     |     |     |     |    |    |    |     |     |     |     |  |  | Punti | Pos. |
| ---- | ------------ | ----- | ---------------- | -- | -- | --- | --- | --- | --- | --- | --- | --- | --- | --- | --- | --- | -- | -- | -- | --- | --- | --- | --- |  |  | ----- | ---- |
| 2023 | Honda RC213V | M     | Takaaki Nakagami | 12 | 13 | Rit | 9   | 9   | 13  | 14  | 8   | 16  | 18  | 15  | 19  | 11  | 11 | 11 | 19 | 14  | 18  | 19  | 12  |  |  | 116   | 10º  |
| 2023 | Honda RC213V | M     | Álex Rins        | 10 | 9  | 12  | Rit | Rit | Inf | Inf | Inf | Inf | Inf | Inf | Inf | Inf | SP | 9  | NP | Inf | Inf | Inf | Rit |  |  | 116   | 10º  |
| 2023 | Honda RC213V | M     | Stefan Bradl     |    |    |     |     |     |     |     | 13  |     |     |     |     | 15  |    |    |    |     |     |     |     |  |  | 116   | 10º  |
| 2023 | Honda RC213V | M     | Iker Lecuona     |    |    |     |     |     |     |     |     | 17  | 20  | 16  |     |     |    |    |    |     | 16  | Rit |     |  |  | 116   | 10º  |
| 2023 | Honda RC213V | M     | Takumi Takahashi |    |    |     |     |     |     |     |     |     |     |     | NQ  |     |    |    |    |     |     |     |     |  |  | 116   | 10º  |

| Anno | Moto         | Gomme | Piloti           |    |    |     |     |    |    |     |    |    |    |    |    |    |    |    |    |    |    |     |    |  |  | Punti | Pos. |
| ---- | ------------ | ----- | ---------------- | -- | -- | --- | --- | -- | -- | --- | -- | -- | -- | -- | -- | -- | -- | -- | -- | -- | -- | --- | -- |  |  | ----- | ---- |
| 2024 | Honda RC213V | M     | Takaaki Nakagami | 19 | 14 | Rit | 14  | 14 | 14 | Rit | 16 | 14 | 15 | 14 | 11 | 13 | 17 | 11 | 13 | 18 | 13 | Rit | 17 |  |  | 86    | 10º  |
| 2024 | Honda RC213V | M     | Johann Zarco     | 12 | 15 | Rit | Rit | 12 | 16 | 19  | 13 | 17 | 14 | 21 | 13 | 12 | 15 | 98 | 11 | 12 | 8  | 11  | 14 |  |  | 86    | 10º  |

| Anno | Moto         | Gomme | Piloti          |    |    |    |    |     |     |    |     |     |    |      |     |     |  |  |  |  |  |  |  |  |  | Punti | Pos. |
| ---- | ------------ | ----- | --------------- | -- | -- | -- | -- | --- | --- | -- | --- | --- | -- | ---- | --- | --- |  |  |  |  |  |  |  |  |  | ----- | ---- |
| 2025 | Honda RC213V | M     | Johann Zarco    | 7  | 64 | 17 | 4  | 11  | 16  | 25 | Rit | Rit | 12 | Rit7 | 138 | 129 |  |  |  |  |  |  |  |  |  | 115   |      |
| 2025 | Honda RC213V | M     | Somkiat Chantra | 18 | 18 | 16 | 18 | Rit | Inf | 19 | 16  | 18  | 15 | Inf  | Inf | Inf |  |  |  |  |  |  |  |  |  | 115   |      |

| Legenda | 1º posto        | 2º posto            | 3º posto            | A punti      | Senza punti        | Grassetto – Pole position Corsivo – Giro più veloce |
| Legenda | Gara non valida | Non qual./Non part. | Ritirato/Non class. | Squalificato | '-' Dato non disp. | Grassetto – Pole position Corsivo – Giro più veloce |